# Ticoma
Ticoma är en ort i Mexiko.   Den ligger i kommunen Tehuipango och delstaten Veracruz, i den sydöstra delen av landet, 240 km öster om huvudstaden Mexico City. Ticoma ligger 2 522 meter över havet och antalet invånare är 388.
Terrängen runt Ticoma är huvudsakligen kuperad. Ticoma ligger uppe på en höjd. Runt Ticoma är det ganska tätbefolkat, med 134 invånare per kvadratkilometer. Närmaste större samhälle är Xopilapa, 3,1 km norr om Ticoma. Omgivningarna runt Ticoma är en mosaik av jordbruksmark och naturlig växtlighet.